# Matyáš Balzer
Matyáš Balzer, křestní jméno též Mathes, Matouš (15. února 1747 Vlčkovice v Podkrkonoší – 18. července 1791 Praha) byl český rytec.

## Život
Narodil se v rodině Jiřího Balzera a jeho ženy Kateřiny. Jeho starším bratrem byl rytec Jan Jiří Balzer.
Rytectví se učil u Michaela Heinricha Rentze, spolupracoval se svým bratrem Janem Jiřím Balzerem. 
V době úmrtí žil v domě č. 49629 v Havelské ulici na Starém Městě.

## Dílo
Spolupracoval se svým bratrem Janem Jiřím v jeho dílnách v Lysé nad Labem a v Praze.

### Galerie

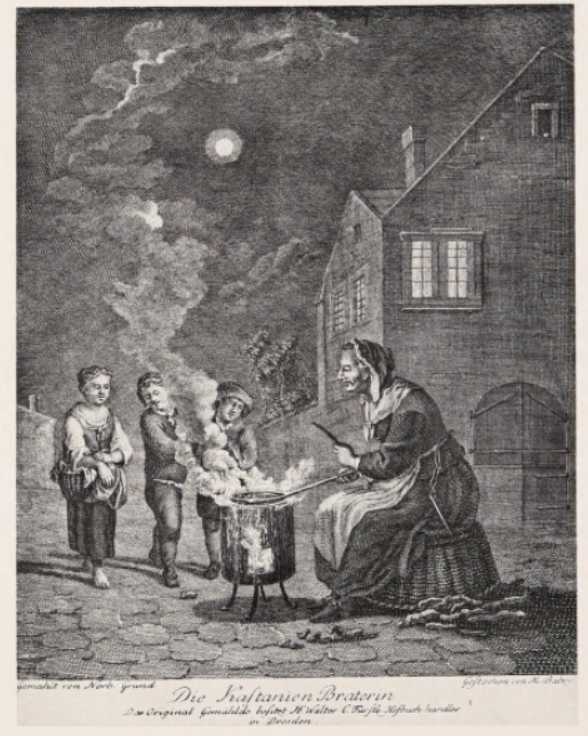
Matyáš Balzer (podle Norberta Grunda): Kaštanářka
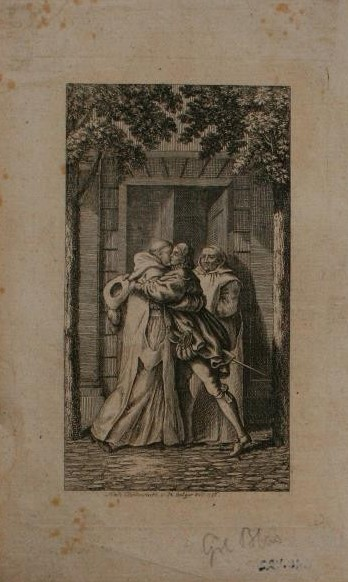
Matyáš Balzer: Ilustrace k Gil Blas
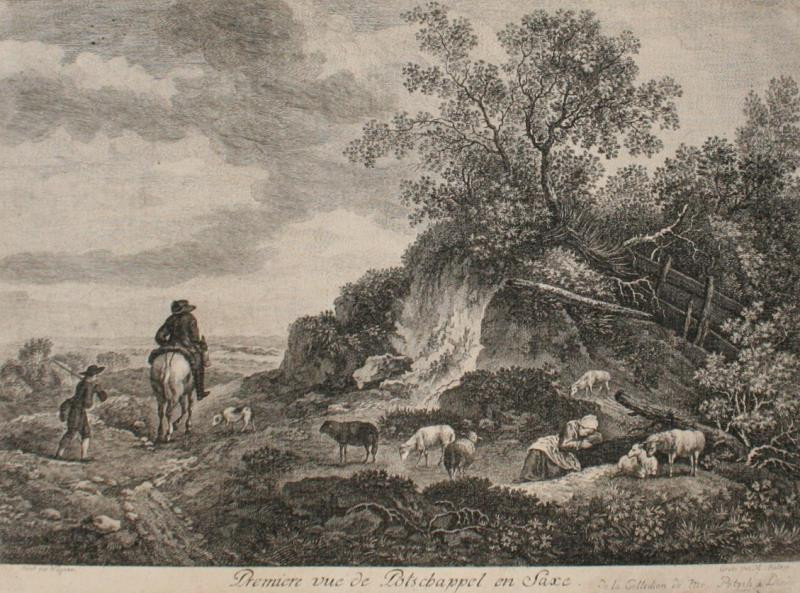
Matyáš Balzer: Pohled na Potschappel (1)
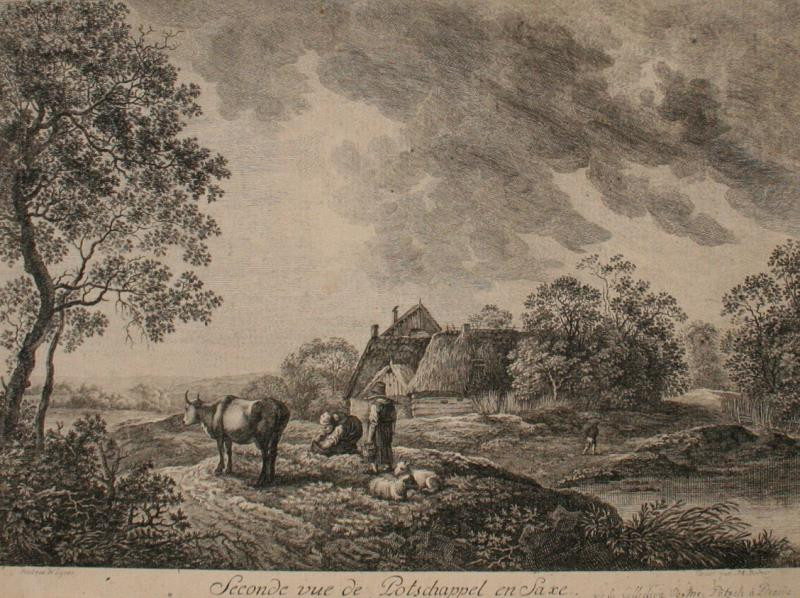
Matyáš Balzer: Pohled na Potschappel (2)
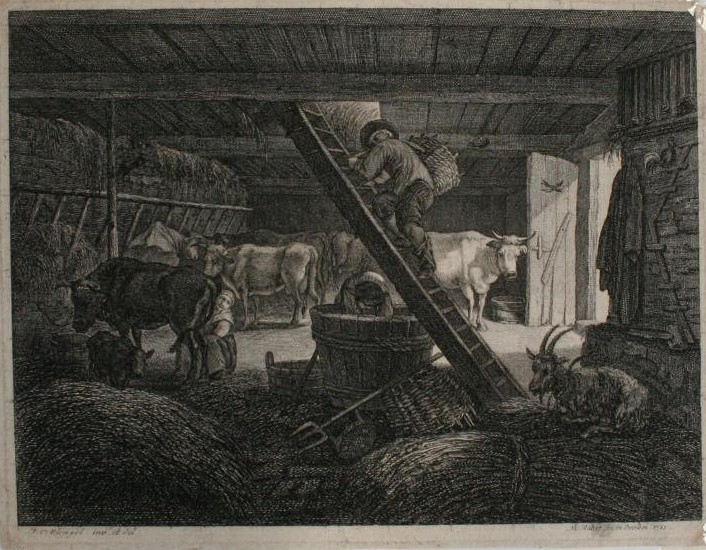
Matyáš Balzer: Stodola

## Zajímavost
Matyáš Balzer byl od 80. let 18. století až do konce života členem pražské zednářské lóže, která měla sídlo v domě U tří korunovaných hvězd v Bredovské ulici (nyní Politických vězňů).